# Casa Baltasar (Charo)
Die Casa Baltasar in Charo, einem Ortsteil der spanischen Gemeinde La Fueva in der Provinz Huesca der Autonomen Gemeinschaft Aragonien, wurde im 16. Jahrhundert erbaut. Das befestigte Wohnhaus ist als Bien de Interés Cultural (Baudenkmal) klassifiziert.

## Beschreibung
Die Casa Baltasar ist ein typisches Beispiel eines befestigten Wohnhauses mit Türmen in der Region Alto Aragón, dem nördlichen Aragonien in den Pyrenäen. Die Region war im 16. Jahrhundert durch politische und soziale Konflikte gekennzeichnet. Gleichzeitig machten Banden das Gebiet unsicher. 
Der rundbogige Eingang des Hauses bildet zugleich den einzigen Zugang zu dem befestigten Dorf, das nur aus einer Gasse besteht. Der fünfgeschossige Wehrturm an der Nordostseite der Casa Baltasar wurde auf quadratischem Grundriss errichtet. 